# Thaba-Tseka
Thaba-Tseka – miasto w Lesotho; stolica dystryktu Thaba-Tseka; 5500 mieszkańców (2006). Przemysł spożywczy, włókienniczy.

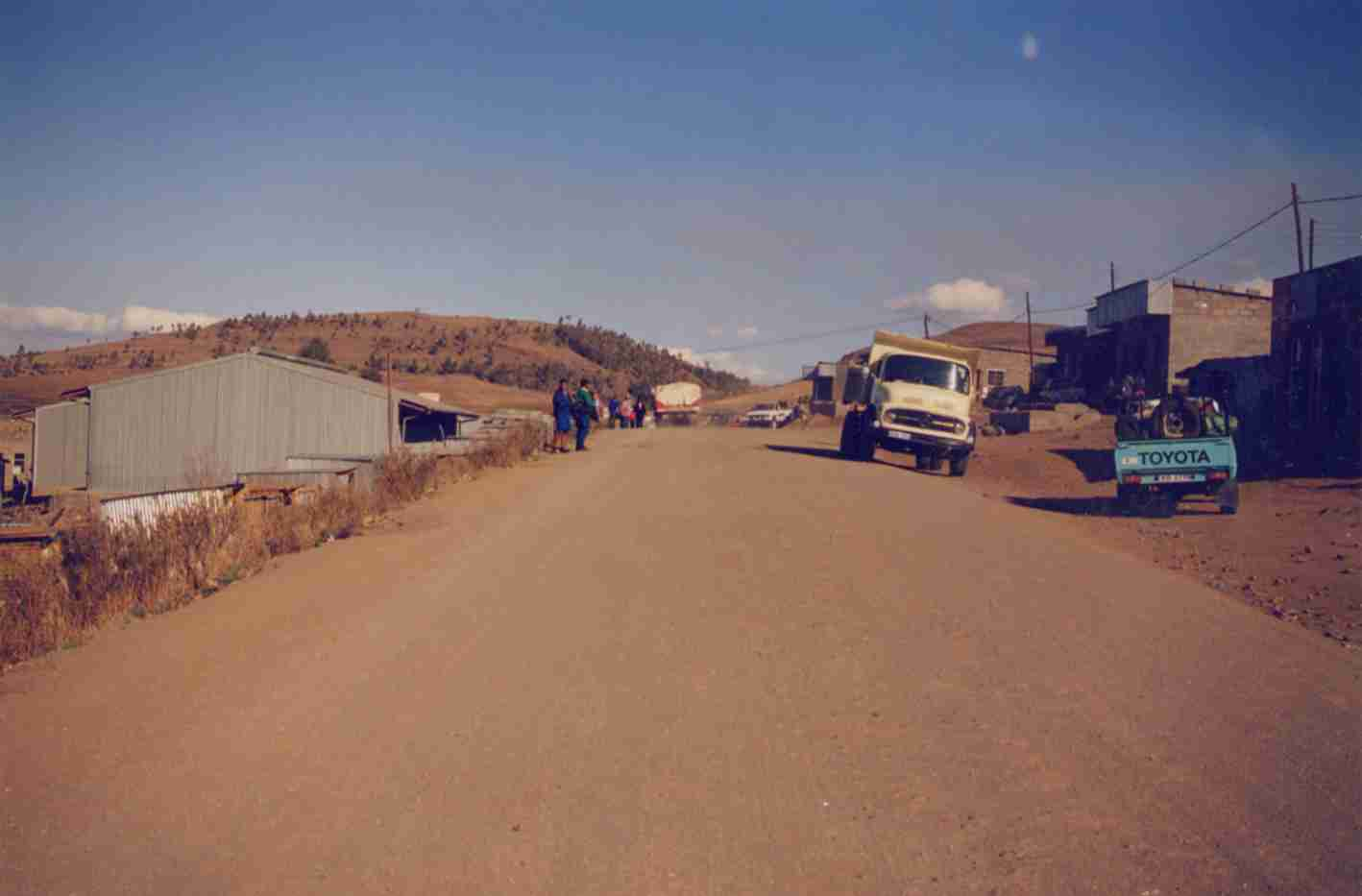
Główna ulica Thaba-Tseka